# Sociologie města
Sociologie města (též urbánní sociologie) je disciplína sociologie zabývající se studiem společenského života a lidské interakce v metropolitních oblastech. Je hlavní součástí sociologie lidských sídel. Zaměřuje se na město jako na sociálně prostorovou organizaci lidských společenství. Sociologie města se snaží studovat strukturace těchto společenství, procesy při jejich vytváření a problémy městských oblastí, čímž poskytuje materiál pro plánování a politiku. Vývoj sociologie města je úzce spjat se změnou industrializace ve společnosti, s hromadným stěhováním obyvatel do města a s tvorbou nového způsobu života. Sociologie pro svůj výzkum využívá i prvky geografie, antropologie, historie či filosofie a výsledné poznatky se podílejí i při urbánním plánování a teorii architektury. Jedná se tedy o interdisciplinární vědu, jejíž náplň mnohdy splývá s polem působnosti dalších vědních disciplín a objevuje se tak i nové označení - urbánní studia.

## Město
Definice města se neustále mění s vyvíjejícím se životním stylem města i jeho obyvatel. Obecně však platí následující:
Město je společenství, které sdružuje různé kulturní a sociální prvky, u nichž můžeme pozorovat neustálé vzájemné působení. Jakékoli porušení rovnováhy mezi těmito silami má znatelný výsledek na chod města. Ve městě dochází k rychlému rozvoji institucí, každý rys lidské povahy je viditelný a umožňuje jedinci najít společnost, která mu vyhovuje.
Robert Ezra Park město definuje jako materiální (mj. budovy, silnice, infrastruktura a technologie v ní použité) a sociální prostředí (svět lidí a mezilidských vztahů); zároveň se jedná o kulturní výtvor člověka a člověk a město se následně vzájemně ovlivňují (vliv na lidské chování a myšlení).
V sedmdesátých letech 20. století přispěl sociologii města svým učením i Raymond Edward Pahl, který město charakterizuje slovy jako uzavřený sociálně-prostorový systém či ohraničený celek s jasným centrem.
V průběhu času se město vyvíjelo (co do velikosti, ale i počtu obyvatel, hustoty zalidnění atd.) a definice města se tak více specifikovaly. Na počátku 21. století sociolog a geograf Michael J. Dear nahlíží na město jako fragmentované uskupení různých čtvrtí a mnoha center. M. Jayne usuzuje, že města jsou součástí městských regionů a rozsáhlých konurbací. Pro M. Castellse je město uzlem, v němž dochází k protínání globálních proudů ekonomických, informačních a proudů lidí a zároveň se jedná o místo každodenního života. A v neposlední řadě si můžeme vyslechnout názor na definici města od Ashe Amina a Stephena Grahama, čili, že město je proměnlivý a otevřený systém, ve kterém se mísí rozmanité činnosti v odlišných a paralelních rytmech, každodennost se prolíná s historickým časem a neživé prostředí se potkává s živými bytostmi.
Různé definice města, jak již bylo řečeno, přicházely s neustálým rozvojem měst a člověka obecně - a to nejen historickým, ale i ekonomickým, dále s novými technologiemi v komunikaci, dopravě, novými politickými ideologiemi i s rozdílným chápáním měst v globálním měřítku (viz Brno, New York, Irkutsk atd.).

## Historie
Sociologie města jako vědní disciplína se začíná formovat od konce 19. století. Na tom, co bylo prvotním spouštěčem vzniku sociologie města jako vědy, se sociologové neshodují. Tento první krok je však nejvíce spojován s vydáním článku Roberta E. Parka „The City: Suggestions for the Investigation of Human Behavior in the Urban Environment“ v American Journal of Sociology roku 1915. Sám Park ho později ve své práci označil za počátek urbánních studií. Přesto někteří kritici tvrdí, že se počátky sociologie města opírají o některé starší teorie, jako je například Durkheimova sociologie, Darwinova teorie, nebo vychází z průzkumů, pozorování a komentářů ze života v moderních průmyslových velkoměstech (jako autora těchto průzkumů můžeme označit například Charlese Bootha).

## Předchůdci sociologie města

### Friedrich Engels
V roce 1845 vydává v Lipsku knihu s názvem Postavení dělnické třídy v Anglii. Kniha sice není přímo zaměřena na města, ale právě z měst pochází veškeré Engelsovy poznámky. Městům věnoval jednu kapitolu s názvem „Velká města“, přestože jejím hlavním cílem nebylo město jako takové, ale analýza situace dělnické třídy v Anglii (jmenovitě šlo o města Spojeného království jako Londýn, Bristol, Birmingham, Leeds, Edinburgh, Glasgow, Manchester a další). Ačkoliv je přinejmenším první vydání adresováno především německému čtenáři, probíhá Engelsův výzkum v Anglii právě proto, neboť se podle Engelse jednalo o typický příklad kapitalistické země. Anglie byla v očích Engelse prototypem situace, která se může rozšířit po celém světě (včetně Německa).
Ve svém díle Engels mimo jiné popisuje pro sociologii města důležité poznatky jako prostorové oddělení různých společenských vrstev a tříd, výstavbu továren a s ní související nahuštěné ubytování pro dělníky (ti měli být podle plánu podnikatelů co nejblíže místu práce), podmínky práce a bydlení - továrníci si pronajímali pozemky, na nichž levně a rychle postavili ubytování pro dělníky. Těm bylo sice ubytování zprostředkováno dráž, avšak odbyt se vždy našel.

Město samo je vystavěno podivuhodným způsobem; můžete v něm léta bydlet a chodit denně sem a tam a nepřijdete vůbec do dělnické čtvrti nebo jen do styku s dělníky - pokud totiž chodíte jen za svými záležitostmi nebo na procházku. A to hlavně proto, že jak nevědomou, mlčenlivou dohodou, tak z vědomého a úmyslného záměru jsou dělnické čtvrti co nejpřísněji odděleny od čtvrtí obývaných střední nebo - kde to nejde - zahaleny pláštíkem filantropie.

Město z jeho pohledu představovalo místo, kde se nejzřetelněji projevovaly důsledky „rozvoje průmyslu a obchodu“. Město obecně pak vznikalo kvůli rostoucímu tlaku kapitalismu a poptávce shromáždit infrastrukturu, obchod a pracovní sílu na jednom místě. Ačkoliv dále nahlíží na město jako na místo, kde se neduhy kapitalismu jako například vykořisťování tříd utužují (avšak nevznikají tu), přidává i postřeh, že město může přinášet dělníkům a jejich hnutím díky vysoké koncentraci obyvatelstva i příležitosti, nové možnosti a jiné benefity.
Jeho pozorování města pak posloužila budoucím sociologům jako výchozí bod zejména v problematice městské chudoby a zkoumání dopadů kapitalistické výroby na ni.

### Charles Booth
Je dalším představitelem „předsociologického“ období. Podobně jako Engels pocházel i Booth ze sociálního zázemí rodiny průmyslníků, která počítala s jeho budoucím zapojením do podniku. Cílem Bootha bylo prozkoumat propojení mezi chudobou a vykonávanou prací a obecně zjistit důvody chudoby - měl tedy stejné záměry jako Engels, užíval však jiné metody. Samotný výzkum a pozorování mu zabraly 20 let.
Dle tehdejších údajů Sociálnědemokratické federace vyplývalo, že si zhruba čtvrtina londýnské dělnické třídy vydělává méně, než stačí na obživu. Rozhodl se proto zjistit vlastním zkoumáním skutečnou nezkreslenou situaci, čísla a fakta. Brzy však došel k závěru, že čísla jsou dokonce podhodnocena a skutečná hodnota se pohybuje kolem 31%. Mezi metody užité pro jeho pozorování patřily mimo jiné následující: sbíral data inspektorů jednotlivých školních okrsků o rodinách, jejich podmínkách života a bydlení, které následně statisticky vyhodnocoval; analyzoval účty domácností, data o příjmech, ale i cenách bydlení, údaje z cenzů o hustotě zástavby, o počtu lidí obývajících jednu místnost, o kvalitě bydlení a prostředí. Dále vypracoval ze svých poznámek o jednotlivých ulicích barevně rozlišenou mapu Londýna na základě socioekonomické situace. V této mapě rozpoznal i tzv. pasti chudoby, tedy oblasti oddělené od zbytku města, odříznuté od dopravního spojení, místa, kde se chudoba jen prohlubuje. V neposlední řadě pro pochopení důvodů chudoby a jejího řešení rozdělil obyvatelstvo do osmi tříd A-H dle jejich vztahu a přístupu k práci, způsobu života, pravidelnosti a výše příjmu a další. Situaci zhodnotil jako kritickou u třídy, která sice do práce chodila, ale trpěla nedostatečným příjmem - takovou situaci bylo potřeba řešit reformami.
Své dílo dále zasvětil pochopení vztahů mezi staro- a novousedlíky, sledoval migraci z/do města, vymezil pojem minimální příjem pro domácnost (dále rozvedeno v sociologii nerovnosti), či se zamýšlel nad reformami, jak by se plánováním výstavby, cenově dostupnou městskou dopravou a celkovým rozvojem města mohlo pomoci zlepšení situace chudých ve městě.
Na město samotné pohlížel v porovnání s venkovem jako na terra incognita (nepoznané území).

### Ferdinand Tönnies
Ferdinand Tönnies společně s G. Simmelem patří k představitelům první významné sociologické školy (tzv. formální sociologie). Jeho hlavním dílem je Pospolitost a společnost (1887), ve které popisuje dvě základní formy soužití a popisuje historickou proměnu sociálního života. Z pospolitosti, komunity (Gemeinschaft) vyrůstá společnost (Gesselschaft). Děje se tak změnou sociálního řádu: jiné ekonomické a politické vztahy, proměna chápání práva, nové autority, způsoby legitimizace, celková změna myšlení a taktéž proměna mezilidských vztahů (mezi dvěma jednotlivci i mezi jednotlivcem a skupinou). Ke změně došlo například od feudálního systému, kdy byla města závislá a propojena s venkovem, po kapitalismus a rozmach průmyslu, kdy došlo spíše k budování vztahů mezi městem a dalším městem (ve městě si Tönnies všímá rostoucího vlivu obchodnické měšťanské třídy - ta se brzy začne podílet více na rozhodování, a tím dojde i ke změnám politickým). Další proměnou si prošlo i právo (jeho forma i význam) - tedy od zvykového po právo vymahatelné smlouvou, dohodou, normou apod. Morálka byla odsunuta stranou a platným se stalo, co bylo ujednáno písemně. Dle Tönniese se charakter člověka mění v závislosti na místě, kde žije, a vyvíjí se i jeho myšlení. To je spojeno s rozvojem vědy namísto náboženství.
Ve svém díle řeší Tönnies otázku sociální integrace (otázka začlenění jednotlivce do společnosti a jeho fungování v rámci takového soužití). Zatímco pospolitost je postavena na základě konsenzu vůlí, principech morálky, náboženských hodnotách, příbuzenských vazbách a sepětím s půdou, společnost se zakládá na smluvních vztazích a ctění práva, jehož vynucovací funkci plní stát, policie, soudy i veřejné mínění.
Ve společnosti panuje neustálý tlak, protože rodinné i komunitní vazby s jednotlivcem zde tolik neznamenají, čili jednotlivec je ekonomického boji vystaven sám a bojuje sám za sebe. Takový tlak však způsobuje křehkost konceptu společnosti. Pospolitost na druhou stranu nikdy nezanikne, jen oslabuje. V případě změny ve společnosti (revoluce, restrukturalizace, zánik apod.) se však zásady pospolitosti mohou opět dostat méně, či více ke slovu.
Na raněnovověké město nahlíží Tönnies jako na místo, kde dochází k ekonomickým a politickým změnám díky měšťanské obchodní třídě. Z maloměsta vyrůstá velkoměsto a čím víc roste, tím více dochází k přetrhání pospolitých vazeb, tím více je jedinec izolován a společnost se tím více spoléhá na smluvní vztahy. Město je dále spjato s koncentrací výroby a kapitálu a ten si podrobuje vše (i vědu a kulturu). Velkoměsto je pak místo, kde jsou peníze naprosto všemocné, jedná se o světové tržiště, kde se shlukuje světový průmysl, lidé různých národností, tříd apod. Jako byly vesnice a maloměsto vnější formou života pospolitosti, tak jsou anonymizující město a velkoměsto vnější formou života společnosti.

### Georg Simmel
Georg Simmel je významný představitel formální sociologie. Zajímá se jen o obecné formy vztahů, které nejsou vázány prostorem ani časem. Hlavním dílem pro sociologii města byla esej Velkoměsto a duševní život (1903). V těchto myšlenkách je možné pozorovat vysvětlení působení města na člověka. Přesněji řečeno analyzuje vliv materiálního prostředí města na lidskou psychiku, které stejně jako peněžní ekonomika posiluje racionalizaci. Lidská psychika se totiž utváří a mění v přímém kontaktu s městským prostředím a jeho vlivy (přemíra podnětů, rychlé tempo, rozmanitost a jiné) a dle slov Simmela městský člověk reaguje namísto srdce hlavou. Tím se brání přesycenosti městem. Městský život skýtá mimo přesycení i další nebezpečí, a to pocit bezcennosti v porovnání s ostatními, osamělosti, šedivosti každodenního života i "odkouzlení světa". U jedince dochází k rezervovanosti od okolí i lidí, vidíme i netečnost a znuděnost ve vztahu k věcem a dění v okolním světě. Lidé města jsou časem chladní, čímž získávají více "svobody" a oproštění se od nežádoucích kontaktů s druhými - rodí se tak základ velkoměstské osobnosti člověka (kosmopolitní osobnost). Kosmopolitní lidé jsou nevýrazní, splývají s okolím, časem si ale uvědomují touhu odlišit se a stát se osobností (takové snahy jsou ale v porovnání s venkovem mnohem hůře proveditelné). S velkoměsty dále souvisí i míra konsumerismu a budování povrchních vztahů.

### Max Weber
Max Weber tvrdí, že definice města a jeho chápání se má soustředit primárně na počet obyvatel městského sídla a jeho efekt na lidi. Jeho práce nabízí analýzu toho, co je to město a hledá historické znaky, které město odlišovaly od jiných druhů sídel. Weber kritizuje krátkozrakost předchůdců Tönniese a Simmela v jejich pokusech definovat pojem města, neboť jejich kritéria a obsah odrážejí pouze velkoměsto, nikoliv jiné formy sídel a příliš se soustředili pouze na určitou dobu a geografické položení pro definování města. Jejich definice tak nejsou obecně platné. Weber naopak reflektuje i existenci sídel starověkých či arabských a pojednává o různých typech měst na základě historickém, kulturním i geografickém.
Lidské sídlo muselo podle Webera splnit následující kritéria, aby se skutečně jednalo o město. Prvním ukazatelem je fakt, že obyvatelé žijí převážně z obchodu spíše než ze zemědělské činnosti, a může se tak jednat o město spotřební (převažují zde řemesla) či výrobní (zde zase továrny a průmyslová výroba). Dále pak je třeba dodržet politicko-administrativní koncept města, a to sice, že je zde rozvinutá míra samosprávy, na níž má občan právo se podílet. Znaky tohoto konceptu Weber vytyčuje následující:
1. opevnění;
2. trh;
3. vlastní soud a alespoň částečné autonomní právo;
4. odpovídající formu asociace;
5. alespoň částečnou autonomii a autokefalii, tedy také administrativu sestávající z autorit volených měšťany.

Sociologie města tedy v podstatě vznikla tím, že se myšlenky výše uvedených badatelů díky jejich žákům dostaly do velkoměst ve Spojených státech, a tam se staly základem pro rozvíjení urbánních studií autory, kteří působí na univerzitě v Chicagu.

## Chicagská škola
Chicagská škola se ustavila v prvních desetiletích 20. století v USA, inspirována evropskými sociálně-vědními pracemi prohloubila sociálně ekologické paradigma (soustředí se na otázky vztahu člověka a prvků jeho prostředí; viz humánní ekologie) a použila jej pro empirický výzkum měst. Na humánní ekologii navazovala urbánní etnografie a teorie města. Zabývala se hlavně velkoměsty, rozdíly mezi městem a venkovem, vznikem městských systémů obydlení, rozšiřováním měst, jejich vnitřní diferenciací, rozmístěním sociálně patologických jevů ve městě, organizací městských tříd v jednotlivých částech měst, nebo i urbanizací, šířením městského životního stylu a jeho vlivu na sociální vazby.
Město pro ně znamenalo označení místa, kde probíhají a jsou zde nejlépe viditelné sociální změny. Chicagská škola zároveň představuje město jako téma, na něž je třeba se zaměřit a kterým se zabývat samostatně pro jeho komplexnost a nespočet otázek s ním souvisejícím. Tak vzniká subdisciplína sociologie města jako taková, jejíž počátek se počítá od uveřejnění článku Roberta Parka a jejíž základní premisy vypisuje Louis Wirth v díle "A Bibliography of the Urban Community".
Začátky sociologie měst byly postaveny na základě perspektivy, či metody zmíněné humánní ekologie. Jedná se o vědu zkoumající konstelace osob a lidského prostředí (jako například město), jak takové prostředí vypadá, jak je strukturované, dle jakých vnitřních zákonů se utváří apod. Humánní ekologie často pracovala s pojmy ekologie fauny a flóry pro lepší vykreslení vztahů odehrávajících se v lidském prostředí. Přišla mimo jiné i s pojmem natural area (přirozené oblasti) hojně užívaným v sociologii města. Přirozené oblasti jsou osídleny komunitou či skupinou se stejným kulturním příběhem nebo původem (viz části měst osídleny imigranty), nebo se stejnou pozicí v rámci dělby práce (život určitých typů povolání v komunitě aj.). Sociologové pak mnohokrát zdůrazňovali potřebu odlišit přirozené oblasti od těch administrativně rozdělených a pracovat právě s těmi přirozenými při plánování městského rozvoje.

### Robert Ezra Park
Obecně pokládán za jednoho ze zakladatelů sociologie města. Krom definice města a ustavujícím článkem přispěl sociologii i výčtem oblastí, které je třeba dále zkoumat a specifikovat:
1. fyzické uspořádání města a sociální organizace v dané lokalitě/dané městské části
2. organizace práce, výroby a obchodu, geografické a sociální mobility a komunikačních prostředků
3. sekundární skupiny ve městě (nahrazující primární vztahy) a sociální kontrola
4. typizace obyvatel a prostředí ve městě, charakteristika městského prostředí a života

O městě se pak Park vyjádřil následovně:
...něco víc než jen shluk jednotlivců a společenských vymožeností, jako jsou ulice, budovy, elektrické osvětlení, tramvaje či telefony; ale též něco víc než obyčejné uspořádání institucí a administrativních zařízení - soudů, nemocnic, škol, policie a různých úředníků. Město je spíše stavem mysli, souborem zvyků a tradic a organizovaných postojů a pocitů, které jsou součástí těchto zvyků a tradicemi se reprodukují. Jinými slovy, město není pouze fyzickým mechanismem a umělou konstrukcí. Je obsaženo v životě lidí, kteří je tvoří; je to výtvor přirozené povahy, a zvláště lidské povahy.

### Ernest Burgess
Je dalším sociologem Chicagské školy. Burgess se snažil pochopit a poznat principy a způsoby, jakými se město rozvíjí a roste. Tyto principy vysvětlil v modelu koncentrovaných zón, kterých vyjmenoval pět, a sice:
1. centrální obchodní čtvrť
2. přechodová zóna s obchodem a lehkou výrobou
3. dělnická zóna s příbytky těch, kteří opustili zónu II, ale zůstávají v blízkosti pracoviště
4. rezidenční zóna
5. zóna, z níž lidé dojíždějí do obchodního centra[2]

A mezi jím zmiňované principy růstu města pak patří: extenze, sukcese (nahrazení současného stavu novým), koncentrace a decentralizace.
Město podle Burgesse bylo organismem s vlastním metabolismem, jehož přirozenou součástí byly procesy výstavby i rozkladu. Za normálních podmínek byly tyto dva procesy v rovnováze (rozklad znamenal šanci pro změnu, restrukturalizaci, výstavbu). Problém však nastane v případě, objeví-li se nárazová vlna přistěhovalců. Ta zapříčiní i nárazový růst, který pramení v problémy jako přelidnění, zvýšená kriminalita apod.

### Louis Wirth
Louis Wirth je bezesporu nejvýraznější postavou Chicagské školy. Byl zároveň žákem Parka a Burgesse - Park vedl jeho dizertační práce zkompletovanou v roce 1928 s názvem "The Ghetto", v níž využil závěry z vlastního empirického výzkumu v Chicagu (téma práce si zvolil na popud Burgesse). Práce je dodnes velkým přínosem sociologii města a popisuje v ní zakládání a fungování židovských ghett v historii Evropy - ta byla původně zakládána s cílem chránit jejich obyvatelstvo, později se stala nástrojem vyloučení a vyčlenění a prostorové vyloučení takovou segregaci pouze umocňovalo. Pro Wirtha ghetto znamenalo instituci zasazenou v prostoru - pozoruje uvnitř zdejší sociální vztahy, role, jednání uvnitř komunity i jednání mezi komunitou a světem. Wirth také tvrdil, že vazba existující mezi prostorem a sociálním životem je oboustranná - prostor je odrazem, ale i spolutvůrcem sociálních vztahů. Tuto teorii ukazuje Wirth v praxi na příkladu židovských přistěhovalců v USA. V Evropě žili v komunitách ghett vlastním životem, pravidly, hierarchií a okolní svět jimi pohrdal. Po přestěhování do USA se Židé automaticky (snad ze zvyku) shlukovali do zdejších židovských komunit, ačkoliv žádná fyzická hrazení ghett neexistovala, sami si tak "ghetto" vytvářeli.
Ghetto je právě Wirthem zařazeno coby příklad přirozené oblasti zmiňované humánní ekologií. Podle něj takové přirozené oblasti vznikají neplánovitě - vznik je řízen kulturní tradicí, ekonomickým statusem, druhem povolání aj. Přirozené oblasti vznikají na bázi jednoho, či více mechanismů:
1. specializace zájmů a kulturních typů
2. soutěž v širokém slova smyslu
3. sociální distance mezi skupinami/exkluze
4. tendence hledat podobnost a sdružovat se[6].

Wirth jevil velký zájem o urbánní a regionální plánování, čehož nutnou součástí mělo být podle něj zohlednění přirozených oblastí. Dále vymezil tři odvětví, jimiž by se mělo urbánní plánování zabývat, a to sice: I. bydlení jako hodnota; II. propojení bydlení a komunity; III. bydlení a sociální politika.

Další své přínosné dílo "Urbanism as a way of life" vydal v roce 1938, v němž stanovuje základní premisy teorie města, které jsou určující pro celý směr urbánní sociologie:
a) města a jejich růst představují znak modernizace
b) městský způsob života - myšlenky a praktiky, které nazýváme civilizací, se šíří mimo města a sjednocují svět

c) urbanizací probíhající v industrializovaných částech světa dochází k hlubokým změnám v podstatě v každé fázi sociálního života.
Poznávat tyto změny bylo právě dle Wirtha úkolem sociologie. Kromě premis vymezil Wirth i některé z potřebných definic. Město definoval jako specifickou formu lidského sdružování usazenou v prostoru s dobře popsatelnými charakteristikami. Mezi takové znaky patřila vysoká hustota s velkým počtem obyvatel a značným množstvím heterogenních obyvatel. Od města vycházející městskost pak byla zvláštním způsobem lidského skupinového života a komplex znaků typického městského způsobu života. Jako poslední definoval urbanizaci. Roste-li počet měst a šíří-li se městskost i za hranice města a převládá-li, pak dochází k urbanizaci.
Město dále označil za činitele velké sociální a civilizační změny stejně jako industrializaci, vývoj technologií a rozmach kapitalismu. Za tyto velké změny mohly již zmiňované znaky města (a to sice vysoký počet obyvatel, hustota a sociální heterogenita). Velikost populace určuje pestrost, odlišnost jedinců v smyslu osobností, povolání, idejí apod. Taková pestrost však často vede k segregaci odlišných skupin a k oslabování blízkých vazeb (rodinná, sousedská aj.) Vede též k dělbě práce, růstu a specializaci trhu, novému stylu politiky (každý má jeden hlas, kterým deleguje svého zástupce). Hustota umocňuje následky velikosti populace, dochází k rozvoji tolerance i soutěživosti. Heterogenita způsobuje nestabilitu a nejistotu, odtrženost a vykořeněnost. Jak se mění úroveň těchto tří prvků, tak se mění i tvář města a města se liší jedno od druhého.

## Dnešní podoba sociologie města
Urbánní sociologové používají metodu statistické analýzy, pozorování, sociální teorie, rozhovory a další podobné metody ke studiu širokého okruhu témat, včetně migrace a demografických trendů, ekonomiky, bohatství, rasových vztahů, ekonomických trendů atp.
Dnešní podoba zkoumá zejména 4 vzájemně propojené stránky městských komunit.

### Sociální morfologie městských sídel
Pod tímto pojmem rozumíme v podstatě materiální neměnný podklad městských sídel, který je tvořen jak obyvatelstvem, tak i hmotnými objekty (např. sociální artefakty). Jako předmět sociologie morfologii městských sídel považujeme především proto, že je výsledkem sociologických procesů, a také působí na všechny sociální fenomény. Z hlediska sociálně morfologického se zkoumají v rámci sociologie města pravidla struktury obyvatel sídel, jeho hustota a zákonitosti v rozmístění jednotlivých částí populace na ploše sídel. Dalším prvkem sociálně morfologického přístupu v sociologii města je zkoumání uspořádání a prostorového rozložení společenských funkcí a s nimi spojených objektů (budov, infrastruktury apod.) v sídlech.

### Sociální instituce měst
Nejvýznamnější složkou sociální instituce měst je výzkum městských sídel jako obcí, tj. jako územních společenství, ve kterých dochází podle R. Kiiniga ke vzájemnému působení a interakci místních obyvatel a institucí při dosahování hospodářských, sociálních a kulturních cílů. Obec zde bereme jako systém interagujících institucí, organizací, tříd, vrstev, sociálních skupin a komunálních mocenských struktur a stále více také jako lokální sociální jednotku. Novější neomarxistické interpretace sociologie města jako jsou například studia tzv. kolektivní spotřeby, té složky reprodukce pracovní síly, která je zajišťována ze společných zdrojů prostřednictvím obcí, jakož i neoweberiánská interpretace sociologie města v souladu s teorií městských manažerů, spadají rovněž do tohoto institucionálního přístupu. Patří sem také i teorie orientované na studium řídících, plánovacích a dalších funkcí obcí.

### Městský způsob života
Městský způsob života se snaží popsat a upřesnit určité sociologické vztahy, typy chování a motivace z vlastností města které jsou brány za formu prostorové organizace společnosti. Hlavní snaha je popsat a vysvětlit městský život. Existuje velké množství výkladů, některé se snaží odvodit městský způsob života ze sociálních morfologických veličin (velká hustota zalidnění, počet obyvatel a jejich různorodost ), jiné z množství podnětů, další z plánování měst, a jiné z hospodářských struktur globální společnosti, které se největším dopadem projevují ve městech.

### Znakovou stránku městských objektů a prostorů
Výzkum znakové stránky města je zatím v počátku. Upřesňuje se u něj sociologická relevance sémiotiky města, která je jednou ze součástí obecné sémiotiky prostoru. Sémiotika města, brána jako součást sociologie města, je podle B. Hamma vědním oborem, který umožňuje lépe pochopit vztah mezi prostory, a chováním lidí v těchto prostorech. Předměty a jejich uspořádání v prostoru jsou určité uspořádání znaků, které jsou lidmi vnímány a interpretovány. A právě jako soustava znaků, tak i lidé regulují a stabilizují své jednání.